# ماكس روجاس
ماكس روجاس (بالإسبانية: Max Rojas) هو شاعر إسباني ومكسيكي، ولد في 4 يونيو 1940 في مدينة مكسيكو في المكسيك، وتوفي بنفس المكان في 24 أبريل 2015.